# Сале, Жами
Жами́ Ра Сале́ (фр. Jamie Rae Salé; род. 21 апреля 1977 года, Калгари, Канада) — канадская фигуристка, выступавшая в парном катании с Давидом Пеллетье. Они стали олимпийскими чемпионами 2002 года и чемпионами мира 2001 года. В настоящее время участвуют в американском ледовом шоу «Stars on Ice».

## Карьера

### Начало карьеры
Жами Сале занялась фигурным катанием в три года. Свои выступления она начала как одиночница и выиграла «бронзу» на юниорском чемпионате Канады. В 1994 году она снова стала бронзовым призёром национального чемпионата в паре с Джейсоном Тёрнером. Они отобрались в олимпийскую команду и заняли 11-место на зимних Олимпийских играх 1994 года. В том же году они заняли 16 место на чемпионате мира, а уже в августе пара распалась. И Сале вернулась в женское одиночное катание. На национальном уровне она стала пятой (1995 год), но в следующем году вынуждена была пропустить соревнования из-за травмы. Лишь в 1998 году Жами Сале вернулась в спорт и приняла участие в чемпионате Канады, успешно откатав короткую программу, но в произвольной смогла исполнить только один прыжок из задуманных пяти, поэтому в результате стала шестой.
Летом 1996 года она впервые попробовала кататься в паре с Давидом Пеллетье, но их тренировки так и не вылились в полноценный тандем. В сезоне 1996—1997 Сале продолжала выступать как одиночница, но серьёзного успеха так и не добилась, поэтому решила ещё раз попытать счастья в парном катании. Тренер Ришар Готье, подыскивавший партнёршу для Давида Пеллетье, предложил ему Жами Сале в качестве возможной кандидатуры. В 1998 году Пеллетье с тренером приехали в Эдмонтон. Позже Пеллетье вспоминал: «Стоило нам только взяться за руки — и всё пошло великолепно». В следующем месяце Сале перебралась в Монреаль, чтобы кататься с Давидом Пеллетье. Канадская ассоциация фигурного катания пригласила пару выступить на Skate Canada, где в короткой программе они заняли второе место после своих земляков, заслуженных мастеров Кристи Сарджент и Криса Вирца, а по результатам произвольной стали третьими. Вследствие этого успеха они были приглашены на NHK Trophy и также завоевали «бронзу». На чемпионате Канады они были фаворитами, но из-за технических ошибок заняли второе место. Серебряная медаль позволила паре отобраться на чемпионат четырёх континентов и чемпионат мира, однако, Пеллетье травмировал спину, поэтому партнёры были вынуждены сняться с обоих соревнований.

### Чемпионы мира
В сезоне 1999—2000 они поставили свою известную произвольную программу на музыку из фильма «История любви». На Skate America 1999 года Сале и Пеллетье впервые одержали победу над россиянами Еленой Бережной и Антоном Сихарулидзе. На Skate Canada они стали вторыми, но в финале Гран-при выступили неудачно и заняли пятое место. На национальном чемпионате 2000 года спортсмены хорошо откатали короткую программу, а в произвольной превзошли даже собственные ожидания, продемонстрировав практически безупречный номер. Они получили пять оценок 6.0 за артистизм. На чемпионате Четырёх континентов они также получили одну 6.0 и взяли «золото». На чемпионате мира на фигуристов возлагали большие надежды, но в короткой программе Жами Сале допустила ошибку во вращении, а в произвольной — в прыжке, поэтому пара стала лишь четвёртой.

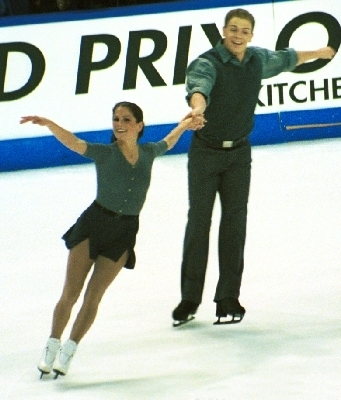
Сале и Пеллетье на финале Гран-при 2001—2002

В следующем сезоне фигуристы на Skate Skate America и Skate Canada опередили соответственно Шэнь Сюэ и Чжао Хунбо и Бережную и Сихарулидзе, но на Trophée Lalique уступили Бережной и Сихарулидзе. Пара успешно выступила на чемпионате Канады и чемпионате Четырёх континентов, но их новая программа не пользовалась таким же успехом у зрителей, как «История любви», поэтому в финале Гран-при было решено вернуться к прошлогодней программе. Спортсмены завоевали там золото, несмотря на постоянные ошибки Сале на тройном тулупе. Она допустила ошибки в прыжках и на чемпионате мира, но Сале и Пеллетье все равно взяли «золото», став первыми канадскими чемпионами с 1984 года.

### Олимпийский сезон
В сезоне 2001—2002 Сале и Пеллетье одерживали победу на всех стартах: Skate Skate America, Skate Canada, в финале Гран-при, на чемпионате Канады. Несмотря на то, что фигуристы поставили новую произвольную программу, в конце концов они опять решили вернуться к «Истории любви». На Олимпиаде спортсмены собирались бороться за олимпийское «золото» с Бережной и Сихарулидзе. Так и вышло: Жами Сале и Давид Пеллетье оказались главными соперниками российской пары и после короткой программы шли вторыми. Несмотря на почти безошибочное с технической точки зрения выступление в произвольной программе, они заняли второе место, что привело к одному из самых громких скандалов в истории фигурного катания. Канадцам вручили второй комплект золотых медалей (была проведена повторная церемония награждения). Таким образом, они стали олимпийскими чемпионами. Более того, результатом этого скандала стало изменение всей системы судейства в фигурном катании.

## Личная жизнь
30 декабря 2005 года Пеллетье и Жами Сале поженились; в 2007 году у них родился сын. В 2010 году пара подала документы на развод.
В июне 2012 года Жами Сале вышла замуж за канадского хоккеиста Крейга Симпсона, с которым познакомилась на телешоу «Battle of the Blades» — она выступала с ним в паре на шоу и одержала победу в первом сезоне.

## Высказывания
Жами Сале считает, что россиянину Евгению Плющенко незаслуженно ставят высокие оценки за его выступления:

«Мне не нравится его катание, и я ему не верю, когда он выступает. Думаю, что в Турине судьи погорячились с оценками за артистизм. Он не делал ничего на льду, только махал руками, а судьи думали: „О, Боже, он восхитителен“. Я на это не куплюсь, это не похоже на фигурное катание, в его программе ничего нет».

«Вся программа Плющенко: четверной — катание по кругу — тройной аксель — катание по кругу — тройной лутц. И на этом все, программа готова! Программу нельзя назвать сбалансированной. Но судьи дают ему хорошие оценки. Думаю, они не отдают отчет своим действиям. Евгению незаслуженно ставят высокие оценки только из-за его репутации».

## Спортивные достижения

### Парное катание
(с Давидом Пеллетье)
| Соревнование                  | 1998—1999 | 1999—2000 | 2000—2001 | 2001—2002 |
| ----------------------------- | --------- | --------- | --------- | --------- |
| Зимние Олимпийские игры       |           |           |           | 1         |
| Чемпионат мира                |           | 4         | 1         |           |
| Чемпионат Четырёх континентов |           | 1         | 1         |           |
| Чемпионат Канады              | 2         | 1         | 1         | 1         |
| Финалы Гран-при               |           | 5         | 1         | 1         |
| Skate America                 |           | 1         | 1         | 1         |
| Skate Canada International    | 3         |           | 1         | 1         |
| Nations Cup                   |           | 2         |           |           |
| Trophée Lalique               |           |           | 2         |           |
| NHK Trophy                    | 3         |           |           |           |

(с Джейсоном Тёрнером)
| Соревнование            | 1991—1992 | 1992—1993 | 1993—1994 |
| ----------------------- | --------- | --------- | --------- |
| Зимние Олимпийские игры |           |           | 12        |
| Чемпионат мира          |           |           | 16        |
| Чемпионат Канады        | 1 J.      | 4         | 3         |
| NHK Trophy              |           |           | 5         |

- J = юниорское соревнование.

### Одиночное катание
| Соревнование                 | 1992—1993 | 1994—1995 | 1996—1997 | 1997—1998 |
| ---------------------------- | --------- | --------- | --------- | --------- |
| Чемпионат мира среди юниоров |           | 12        |           |           |
| Чемпионат Канады             | 3 J.      | 5         | WD        | 6         |

- J = юниорское соревнование; WD = снялась с соревнований.